# Molophilus gununo
Molophilus gununo là một loài ruồi trong họ Limoniidae. Chúng phân bố ở miền Australasia.